# Zhanna Shubenok
Zhanna Shubenok, née le 13 novembre 1970 à Gomel, en RSS de Biélorussie (URSS), est une pentathlonienne biélorusse.

## Palmarès
| Discipline/Année                         | 1989 | 1990 | 1991 | 1992 | 1993 | 1994 | 1995 | 1996 | 1997 | 1998 | 1999 | 2000 | 2001 |
| ---------------------------------------- | ---- | ---- | ---- | ---- | ---- | ---- | ---- | ---- | ---- | ---- | ---- | ---- | ---- |
| Jeux olympiques Individuel               | -    | -    | -    | -    | -    | -    | -    | -    | -    | -    | -    | 6    | -    |
| Championnats du monde seniors Individuel | -    | 10   | 48   | 2    | -    | 2    | 2    | 1    | -    | -    | -    | -    | -    |
| Championnats du monde seniors Équipe     | -    | 2    | -    | -    | -    | -    | -    | -    | -    | -    | -    | -    | -    |
| Championnats du monde seniors Relais     | -    | -    | -    | -    | -    | -    | -    | -    | -    | -    | 3    | 3    | -    |
| Championnats d'Europe seniors Individuel | -    | -    | 1    | -    | -    | -    | -    | -    | -    | -    | 1    | -    | 3    |
| Championnats d'Europe seniors Équipe     | -    | -    | 1    | -    | -    | -    | -    | -    | -    | -    | -    | -    | 2    |
| Championnats d'Europe seniors Relais     | 6    | -    | -    | -    | -    | -    | -    | -    | -    | 1    | -    | -    | 2    |
| La coupe URSS Individuel                 | 3    | -    | -    | -    | -    | -    | -    | -    | -    | -    | -    | -    | -    |
| Championnats de URSS Individuel          | 2    | -    | -    | -    | -    | -    | -    | -    | -    | -    | -    | -    | -    |

Ce palmarès n'est pas complet